# Karel Hradecký
Karel Hradecký (7. prosince 1885 Světlá nad Sázavou – 31. ledna 1967) byl český fotbalista, útočník. Byl úředníkem, pracoval jako městský účetní a později působil jako vrchní účetní ředitel hlavního města Prahy.

## Fotbalová kariéra
Hrál za AC Sparta Praha v předligové éře. Za českou reprezentaci nastoupil v utkání proti Uhersku 7. dubna 1907. Gól v reprezentaci nedal. Byl autorem historicky vůbec prvního gólu Sparty v derby se Slavií v roce 1907, kdy při remíze 2:2 za Spartu vstřelil oba góly.